# CEAES
La Cámara Empresarial Argentina en España (CEAES) es una institución sin fines de lucro que nace con el objetivo de colaborar en las relaciones económicas, comerciales y culturales de ambos países. Promueve la inversión e internacionalización de empresarios pymes y emprendedores dando soporte en el plano internacional. Centra su labor en distintas áreas de asesoramiento, promocionando la marca Argentina en España y desarrollando una red de contactos a nivel empresarial e institucional.

## Fundadores
La Cámara fue fundada en el año 2010 por Leandro Sigman -Chairman de Insud Pharma y Miembro del Patronato de Endeavor España-, Miguel Acevedo -AGD Aceitera General Dehesa y Presidente de la Union Industrial Argentina, y la Embajada Argentina en España

## Acelerar España 2da Edición - Programa de Internacionalización para Startups argentinas

##### El Programa
Acelerar España es un programa de softlanding para startups argentinas que se encuentren en fase de internacionalización. Buscamos emprendedores capaces de establecerse con su startup durante cuarenta días en Madrid con el objetivo de acompañarlos en la fase inicial del proceso de internacionalización.

##### Perfil del Emprendedor
Emprendedores con startups radicadas en Argentina que hayan demostrado tracción en sus modelo de negocio, que sean escalables y que tengan un modelo de negocio exportable.

##### Premio
Las dos startups ganadoras compartirán una experiencia durante 40 días en la ciudad de Madrid con el objetivo de validar sus modelos de negocio. Se conectarán con el ecosistema emprendedor español y desarrollarán un plan de internacionalización · PDI.  Al final del programa deberán defender su plan de internacionalización frente a un jurado compuesto por inversores y mentores.

##### Selección de Finalistas
Un comité compuesto por referentes de diferentes sectores será el encargado de evaluar los proyectos y seleccionar un total de 8 startups que participarán por dos plazas dentro del programa. El anuncio de las ocho startups está previsto para el lunes 7 de mayo, 14:00 horas Argentina.

##### Demo Day
22 mayo al 24 mayo: Durante tres días las ocho startups finalistas participarán de jornadas intensivas con los principales referentes del ecosistema emprendedor español.
Pitch Day
El viernes 25 de mayo se celebrará el Pitch day donde los ocho emprendedores deberán pitchear frente al jurado. En dicha instancia se seleccionará las dos startups ganadores

## Acelerar España · Primera edición - Programa de Internacionalización Para Startups Argentinas
El 12 de junio de 2017 ocho startups finalistas participaron en Madrid de la primera edición del programa Acelerar España. A la convocatoria se inscribieron 506 startup argentinas que participaron por uno de los ocho lugares para llegar a la final. 

#### Startups finalistas
- Codealike, Sebastián Fernandez Quesada
- Xinca, Alejandro Malgor
- AppNobis, Matías Hilaire Chaneton
- Bacan, Ramiro Gramajo
- Vacavaliente, Matías Fernandez Moores
- DMO, Martin Boschetti
- Agro-sustentable, Joaquin Basanta
- Wonderlab, Guido Miedviezky

#### Jurado
- Carlos Barrabés, Owner Barrabes
- Andrés Saborido, Director Wayra · Telefónica
- Maria Benjumea, CEO&Founder Spain Startup · South Summit
- Adrián Garcia-Aranyos · Director Endeavor España
- Mariano Silveyra, Country Manager Cabify
- Sebastián Laino, Embajada Argentina en España
- Lenadro Sigman, Chairman Insud Pharma, Miembro del Patronato de Endeavor España y Presidente de la Cámara Empresarial Argentina en España

## Relaciones entre Argentina y España
La Cámara Empresarial Argentina en España nace en septiembre de 2010 con la vocación de ampliar la presencia de empresas argentinas en España.
Su organización se basa en la construcción de modelos de internacionalización, fomentando la competitividad a través de la innovación, inversión y exportación.
En 2008 las exportaciones argentinas a España ascendieron a 3.538,65 millones de dólares, mientras que las exportaciones españolas a Argentina se situaron en 1.033,83 millones de dólares.

### Exportaciones argentinas a España
Los sectores principales son:
| - Productos Hortofrutícolas - Pescados y mariscos - Industria Química - Materias primas - Semimanufacturas y productos intermedios - Tecnología Industrial |  | - Grasas y Aceites - Productos Cárnicos - Industria Auxiliar Mecánica y de la Construcción - Panadería - Moda - Otros |

### Exportaciones españolas hacia Argentina
Los sectores principales son:
| - Tecnología Industrial - Industria Química - Industria auxiliar mecánica y de la construcción - Materias primas - Semimanufacturas y productos intermedios - Industrias culturales |  | - Hábitat - Moda - Tecnología de la información y de las telecomunicaciones - Medio Ambiente - Producción Energética - Ocio. |

## Cultura Emprendedora
La Argentina es uno de los países de la región más prolíficos y creativos en materia de startups. Según el último reporte de nuestro país del Global Entrepreneurship Monitor, los argentinos en general tienen una alta predisposición a generar nuevos proyectos y aventurarse con ideas novedosas. Y algunos datos ayudan a conocer el perfil entrepreneurargentino:
–El 29,5 % manifiesta intenciones de comenzar algún tipo de actividad emprendedora en los próximos 3 años, solo o con socios. Este valor viene incrementándose desde 2016.
-Alrededor del 33,32% conoce a alquilen que ha comenzado algún tipo de negocio en los últimos 2 años.
-Cerca del 62,8% considera que tiene las capacidades necesarias para hacerlo.
Para acompañar este espíritu emprendedor, son necesarias propuestas y políticas que ayuden a generar nuevas oportunidades, intercambios, desafíos y crecimiento